# 松飛台駅

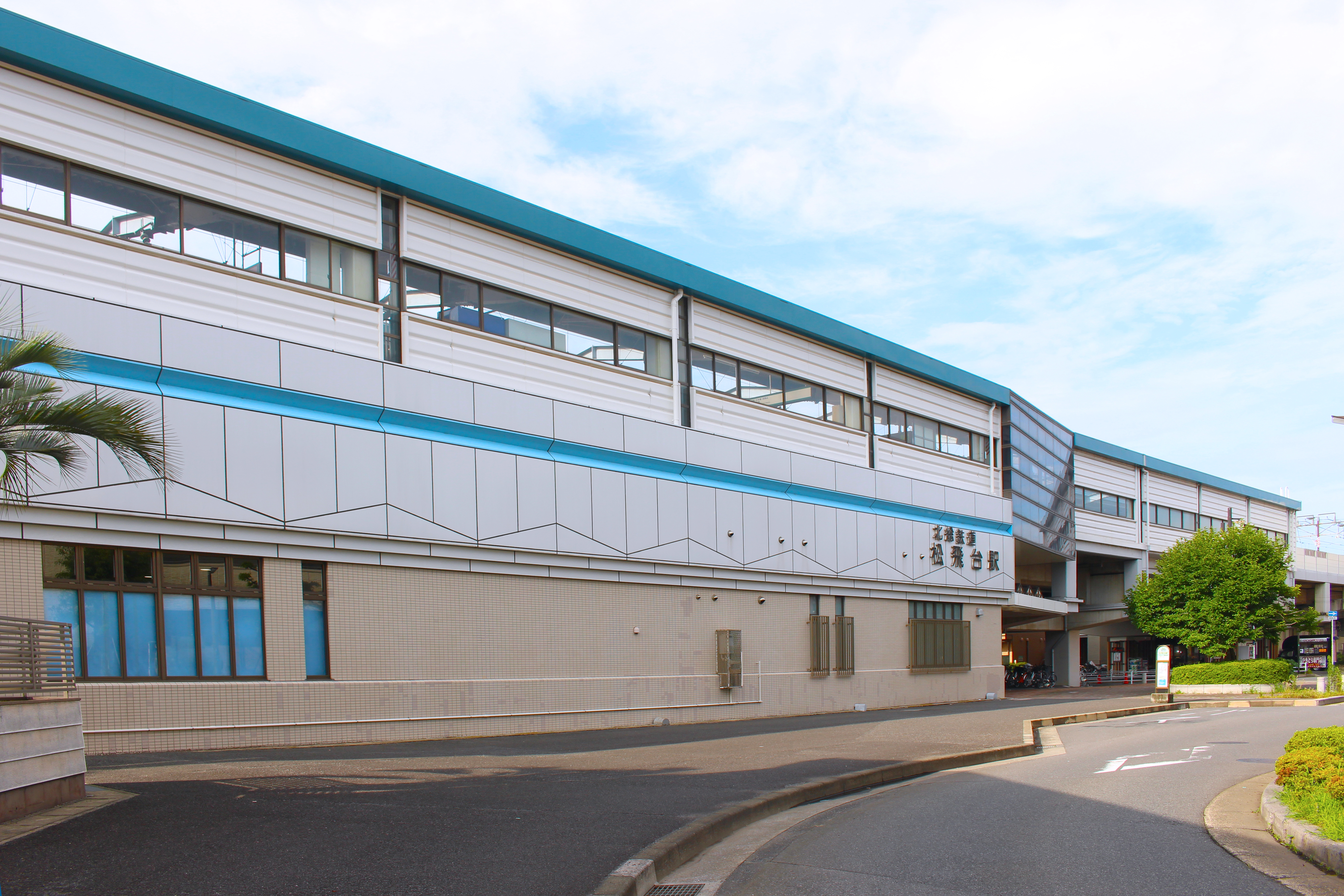
南口（2024年7月）

松飛台駅（まつひだいえき）は、千葉県松戸市紙敷一丁目にある、北総鉄道北総線の駅である。駅番号はHS06。

## 歴史
駅近くに東京都立八柱霊園が所在することから、八柱霊園という副駅名が付与されている。
- 1991年（平成3年）3月31日 - 開業[1]。建設時の仮称駅名は「新大町・関台」であった[3]。
- 2010年（平成22年）7月17日 - 駅番号 (HS06) が付される。

### 駅名の由来
駅北側の地名でもある「松飛台」は、旧陸軍が監督した逓信省航空局中央乗員養成所 の飛行場の滑走路が所在した台地に由来する。格納庫等があった東が松戸駐屯地、誘導路があった西が八柱霊園の一部に当たる。

## 駅構造
相対式ホーム2面2線を有する高架駅。将来の10両編成化に対応し、大町方にホームを延長することが可能な設計となっている。ホーム階と改札コンコース階を連絡するエレベーターが設置されている。
駅舎は市川市大町との境界上に位置し（駅構内に市の境界線が存在）、駅北側が松戸市、南側が市川市となっている。

### のりば
| 番線 | 路線   | 方向 | 行先                                                                               |
| ---- | ------ | ---- | ---------------------------------------------------------------------------------- |
| 1    | 北総線 | 上り | 東松戸・京成高砂・押上・京成上野・浅草・日本橋・ 西馬込・品川・ 羽田空港・横浜方面 |
| 2    | 北総線 | 下り | 新鎌ヶ谷・千葉ニュータウン中央・印西牧の原・ 印旛日本医大・ 成田空港方面           |

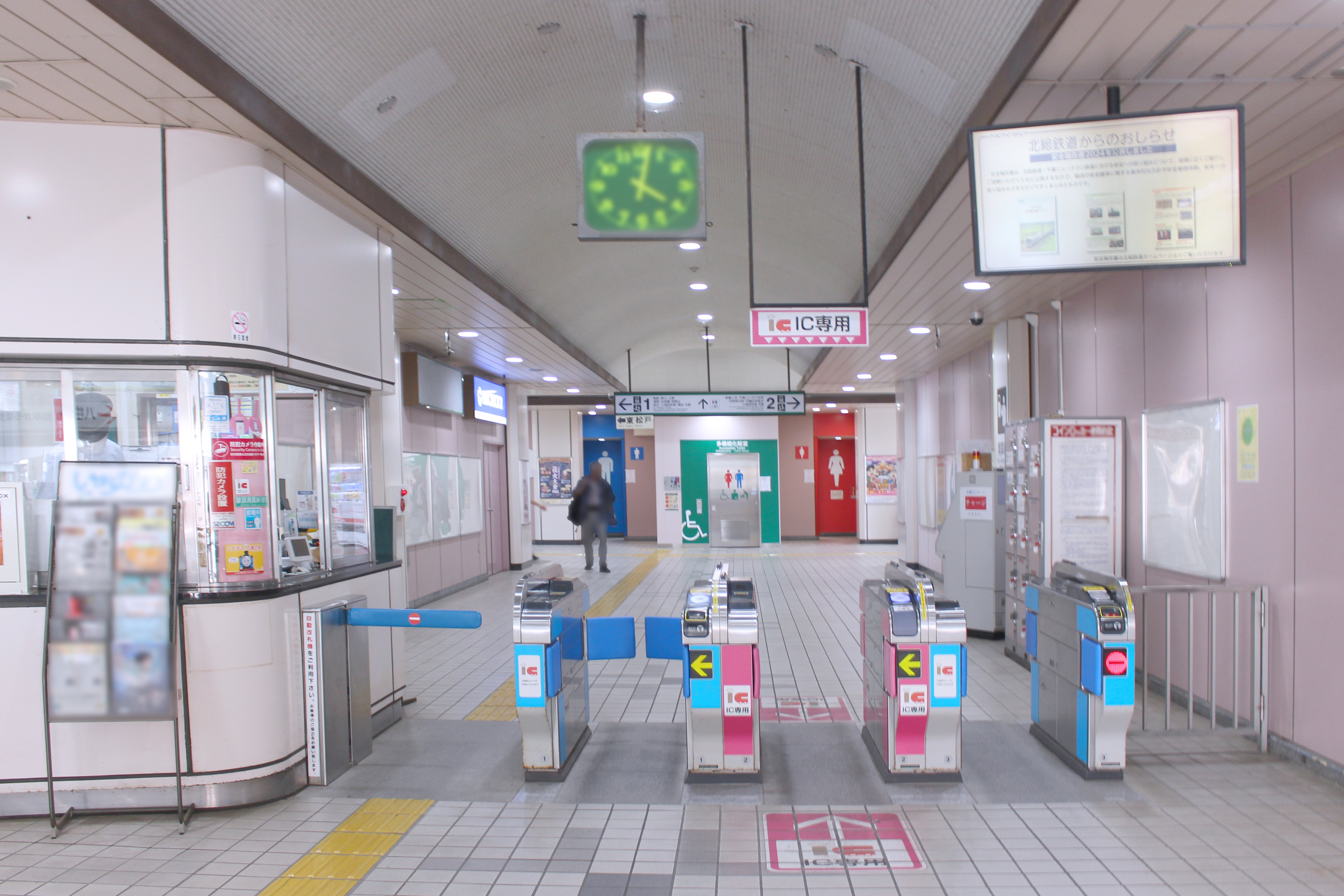
改札口（2024年7月）
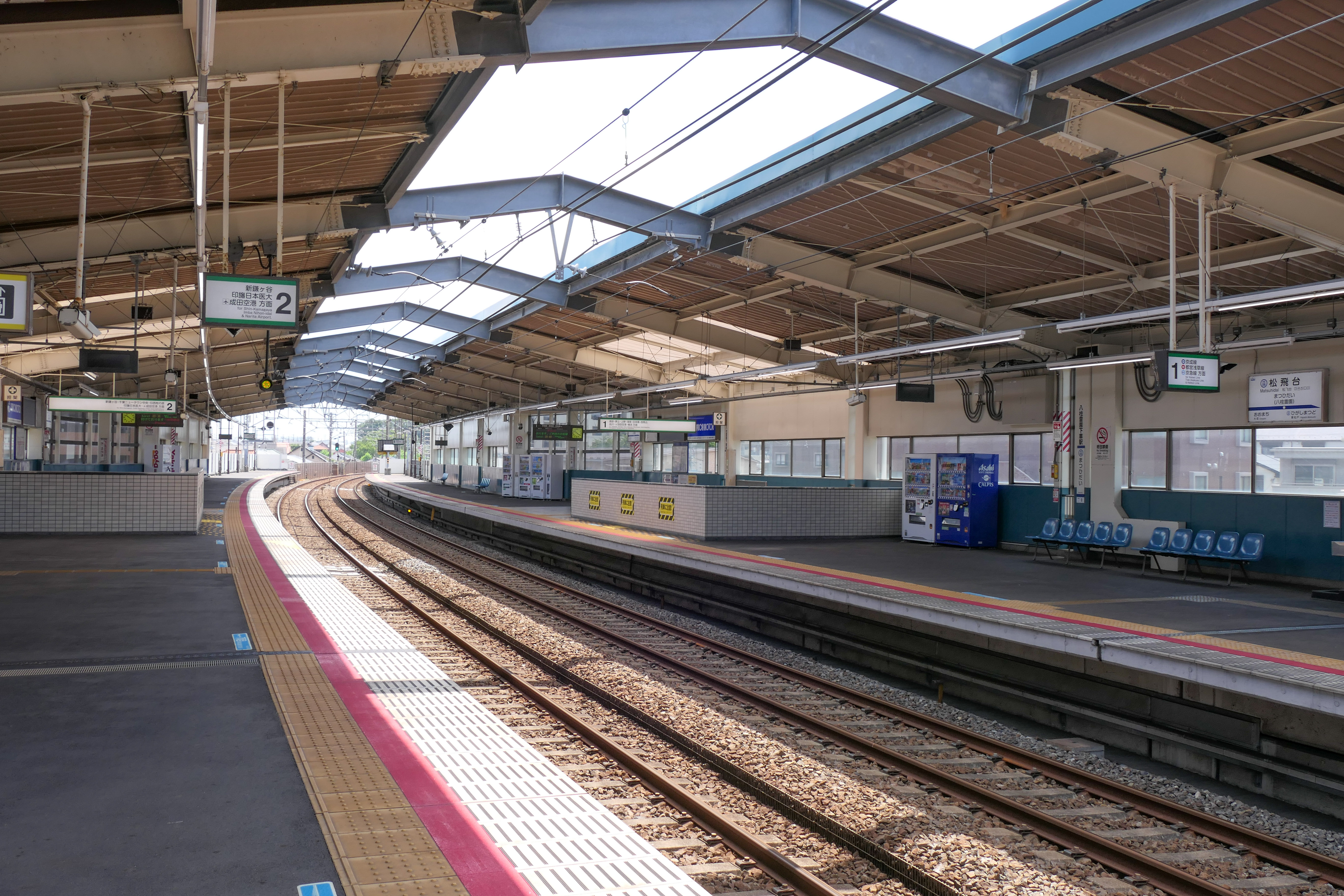
駅ホーム（2021年7月）
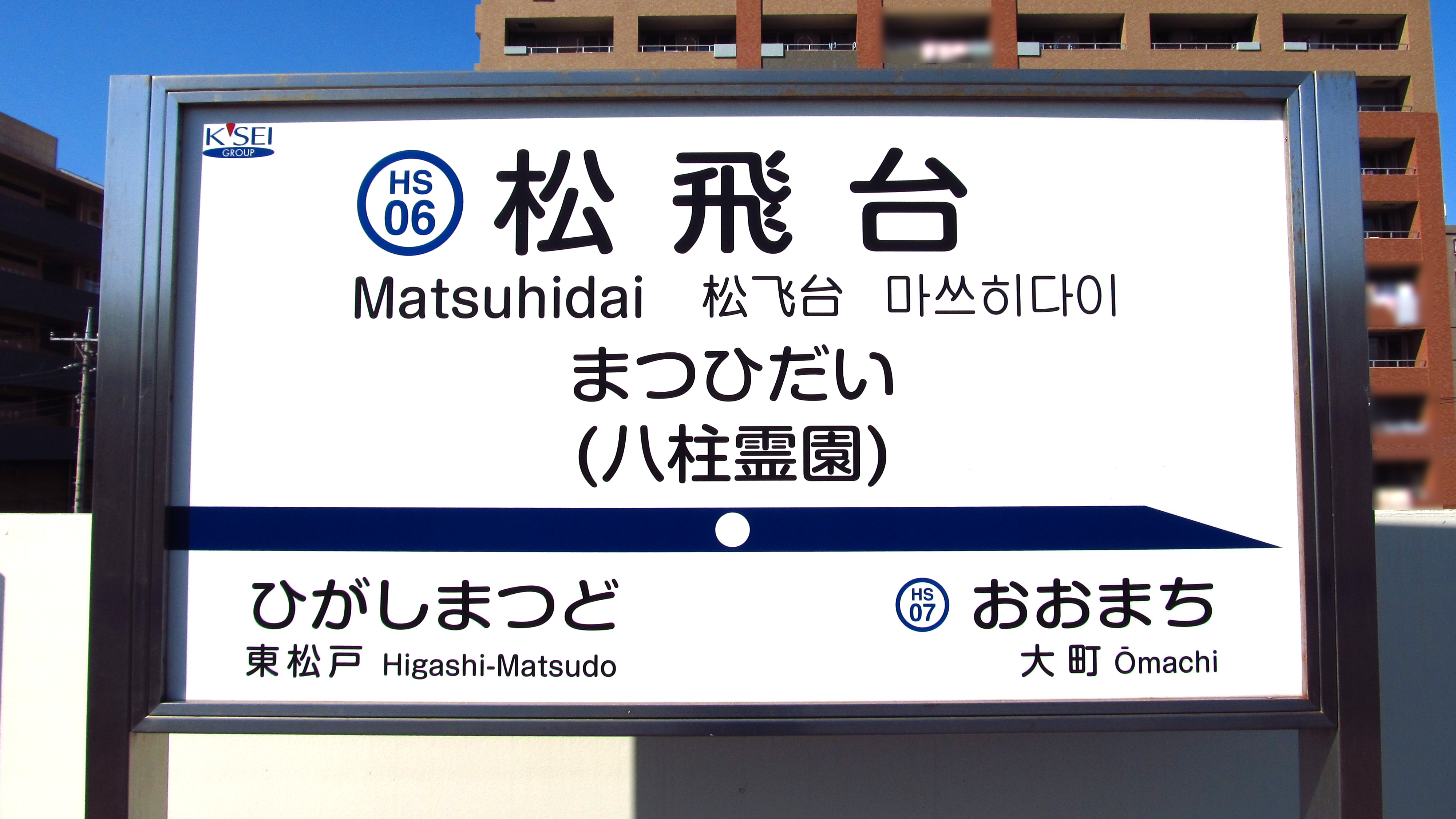
駅名標（2021年7月）

## 利用状況
2020年度の1日平均乗降人員は3,903人であり、 北総線15駅の中では新柴又駅に次ぎ第12位。
マブチモーター本社の最寄り駅であり、当社への通勤客が多い。
近年の一日平均乗車人員推移は下表の通り。
| 年度   | 一日平均 乗車人員 |
| ------ | ----------------- |
| 2007年 | 2,106             |
| 2008年 | 2,140             |
| 2009年 | 2,071             |
| 2010年 | 2,032             |
| 2011年 | 2,061             |
| 2012年 | 2,166             |
| 2013年 | 2,212             |
| 2014年 | 2,263             |
| 2015年 | 2,378             |
| 2016年 | 2,440             |
| 2017年 | 2,563             |
| 2018年 | 2,618             |
| 2019年 | 2,601             |

## 駅周辺
開業当時の駅前は雑木林であったが、その後の造成によりマンションや住宅地となっている。北口側（松戸市側）には松飛台工業団地・八柱霊園があり、南口側（市川市側）には国道464号が走り、住宅地を抜けると梨園が多く点在している。

### 北口
行政機関・公共施設・郵便局等
- 松戸市北山市民会館
- 松戸市斎場
- 松戸市立図書館 松飛台分館
- 松戸南郵便局

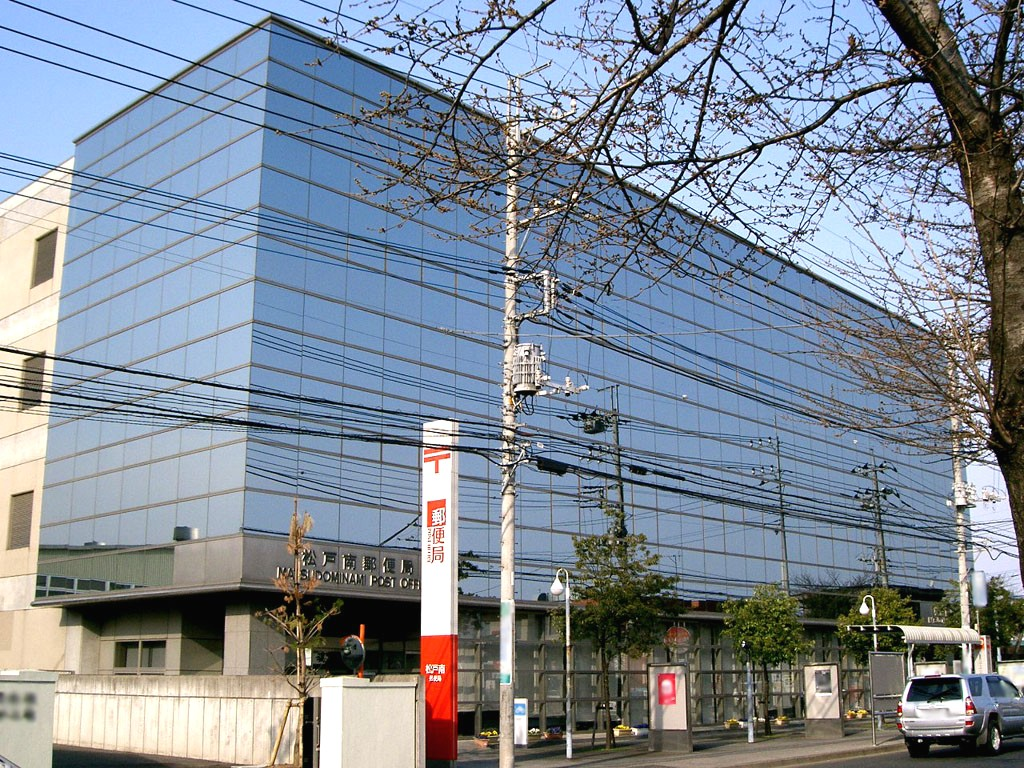
松戸南郵便局

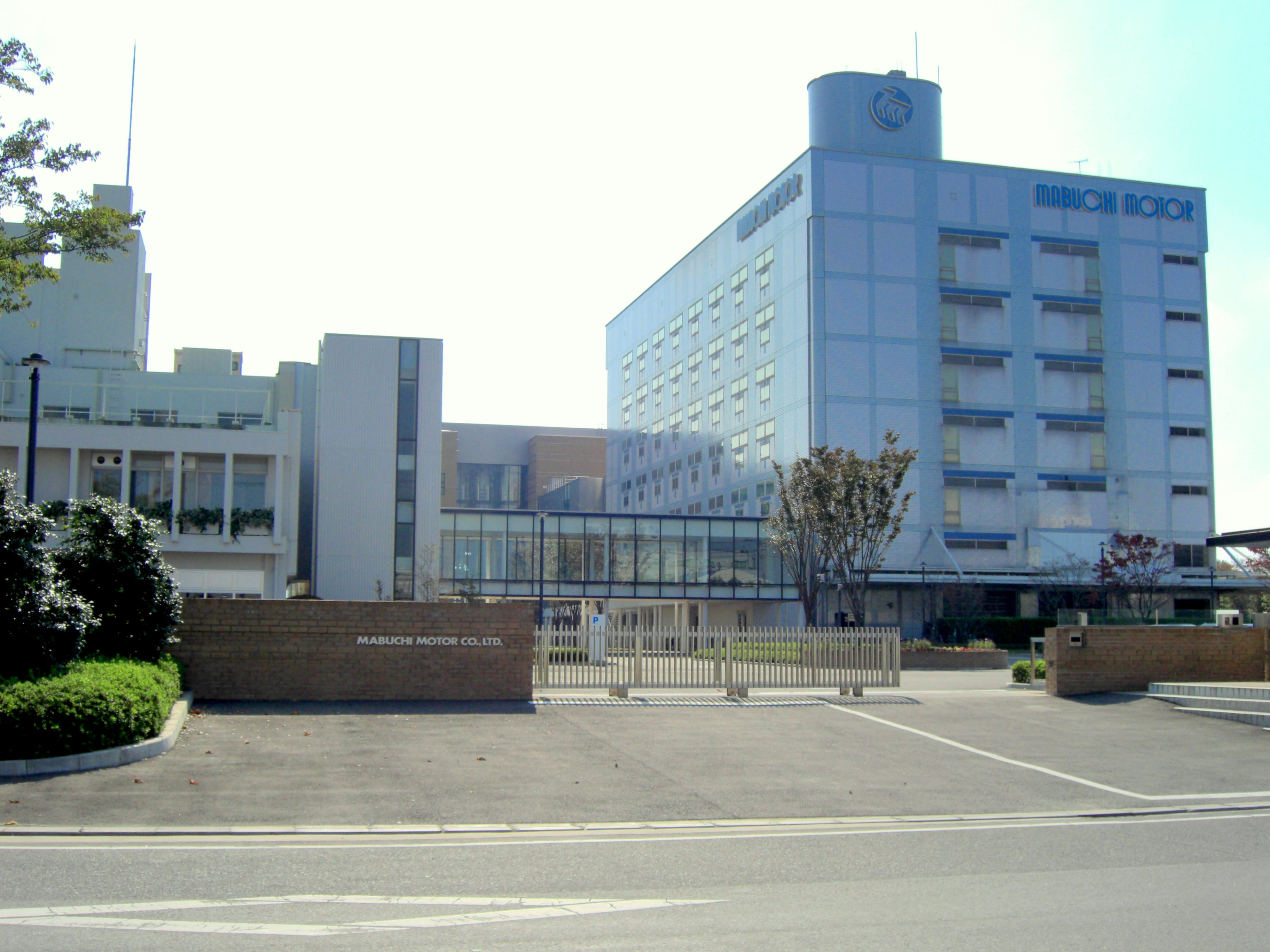
マブチモーター本社

- 新東京クリニック松飛台（旧新東京病院松飛台）
- 松戸給水場

教育施設
- 千葉県立松戸国際高等学校
- 松戸市立松戸高等学校
- 松戸市立牧野原中学校
- 松戸市立松飛台小学校
- 松戸市立東松戸小学校

企業
- マブチモーター（本社）
- 松戸新京成バス 本社営業所（最寄り駅は東松戸駅）
- JFE機材フォーミング（松飛台工業団地）
- 精工技研

観光名所・その他
- 紙敷さくら通り（八柱霊園南側）
- 東松戸ゆいの花公園
- 東京都立八柱霊園（フランス式庭園）
- 松戸霊苑
- 佐渡ヶ嶽部屋 - 大町寄りの高架橋側面に「大江戸直行 北総電車道」という佐渡ヶ嶽部屋に因んだPR看板が設置されている。

### 南口

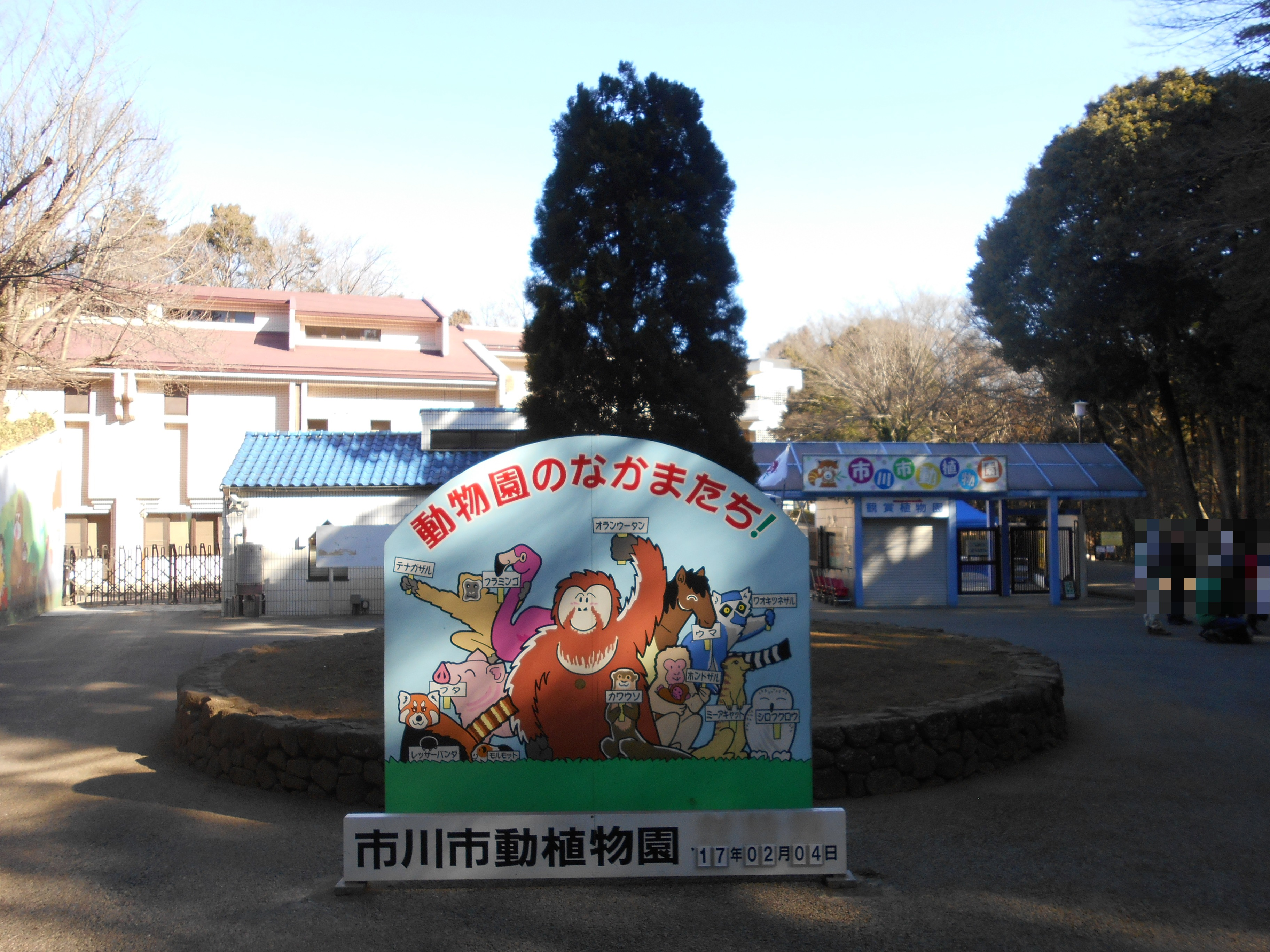
市川市動植物園

教育施設
- 市川市立大町小学校

観光名所・その他
- 大町梨街道（国道464号）
- 市川市少年自然の家
- 市川市動植物園
- 大町公園
  - 自然観察園・バラ園
- 大町中里公園
- 大慶園
- リブレ京成松飛台店

## バス路線

### 北口
■京成バス千葉ウエスト
| 系統   | 経由地       | 行先       |
| ------ | ------------ | ---------- |
| 1A・1B | 松飛台十字路 | 五香駅西口 |
| 1A     | 市立高校     | 紙敷車庫   |

### 南口
市川市コミュニティバス（京成バス市川営業所に運行委託）
- 北東部ルート

| ルート  | 経由地                               | 行先           |
| ------- | ------------------------------------ | -------------- |
| Aルート | 保健医療福祉センター・船橋法典駅入口 | 大野中央病院内 |

## 当駅が登場する主な作品
• 映画「電車男」（2006年放映）
• 2000年（平成12年）度公開された日本映画『クロスファイア』（矢田亜希子主演、宮部みゆき原作）の重要なシーンの一つに松飛台駅北口の新京成バスの五香駅西口行きの停留所付近が使われている（映画中の重要シーンの場面で登場人物の後ろにマブチモーターの看板が確認できる）。

## 隣の駅
北総鉄道
 北総線
■特急
通過
■普通
東松戸駅 (HS05) - 松飛台駅 (HS06) - 大町駅 (HS07)
※成田スカイアクセス線との共用区間ではあるが、当駅には京成電鉄が運行する列車は停車しない。